# Nasua narica
Nasua narica là một loài động vật có vú trong họ Gấu mèo Bắc Mỹ, bộ Ăn thịt. Loài này được Linnaeus mô tả năm 1766.
Tên gọi địa phương gồm Pizote, Antoon và Tejón. Loài này có trọng lượng khoảng 4–6 kg (8.8–13.2 lb). Tuy nhiên con đực lớn hơn nhiều so với con cái, con cái nhỏ cân nặng 2,5 kg (5,5 lbs) còn con cái lớn cân nặng đến 12,2 kg (27 lbs). Trung bình, tổng chiều dài khoảng 110 cm (43 in), một nửa trong số đó là chiều dài đuôi.

## Phạm vi phân bố và môi trường sinh sống

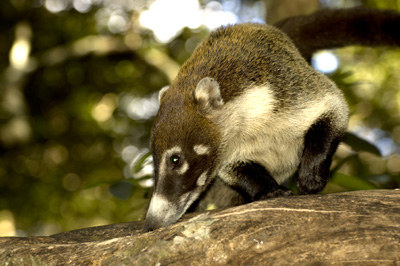
Coati ở vườn quốc gia núi lửa Rincón de la Vieja, Costa Rica

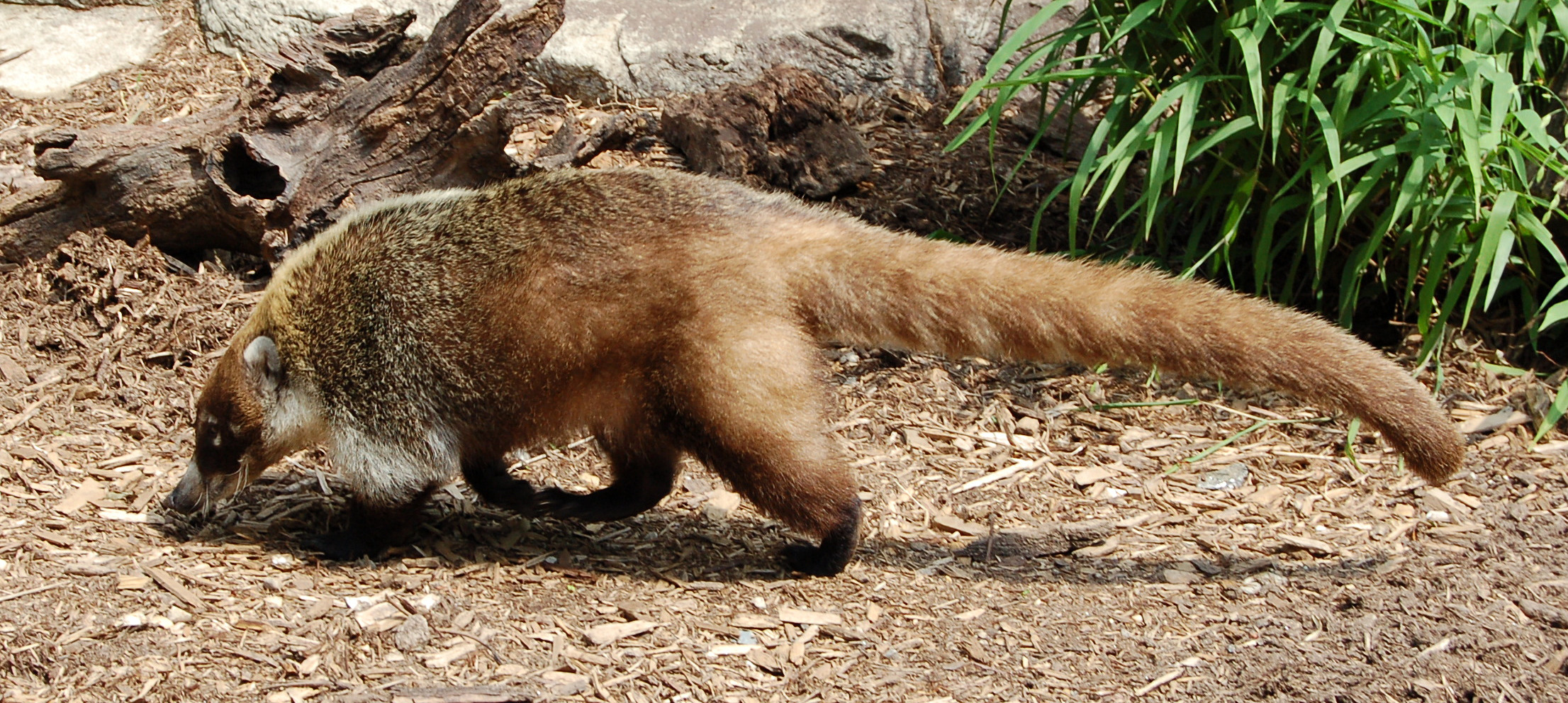

Loài này sinh sống ở các khu vực rừng (rừng khô và khô) của các nước châu Mỹ. Chúng được tìm thấy ở bất kỳ độ cao từ mực nước biển lên đến 3.000 m (9.800 ft), và tận phía bắc đến đông nam tiểu bang Arizona và New Mexico, qua México và Trung Mỹ, tận viễn tây bắc Colombia (vùng vịnh Urabá, gần biên giới Colombia với Panama). Đã có nhiều sự nhầm lẫn đáng kể về giới hạn phạm vi phía nam, nhưng các ghi chép mẫu vật từ phần lớn Colombia (trừ viễn tây bắct) và Ecuador là tất cả coati Nam Mỹ.

## Hình ảnh

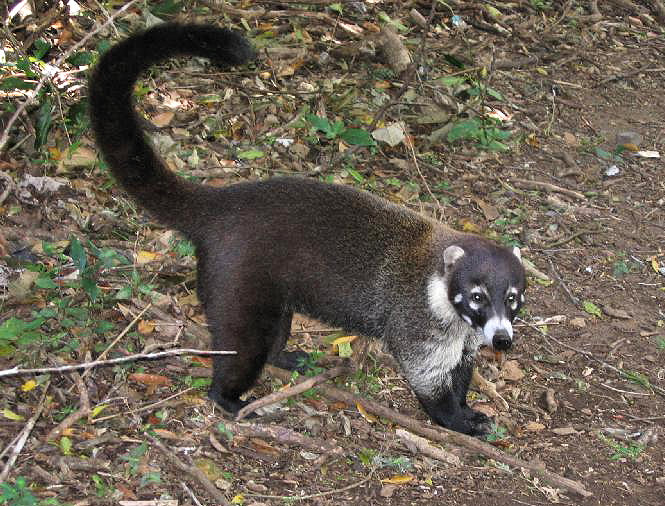
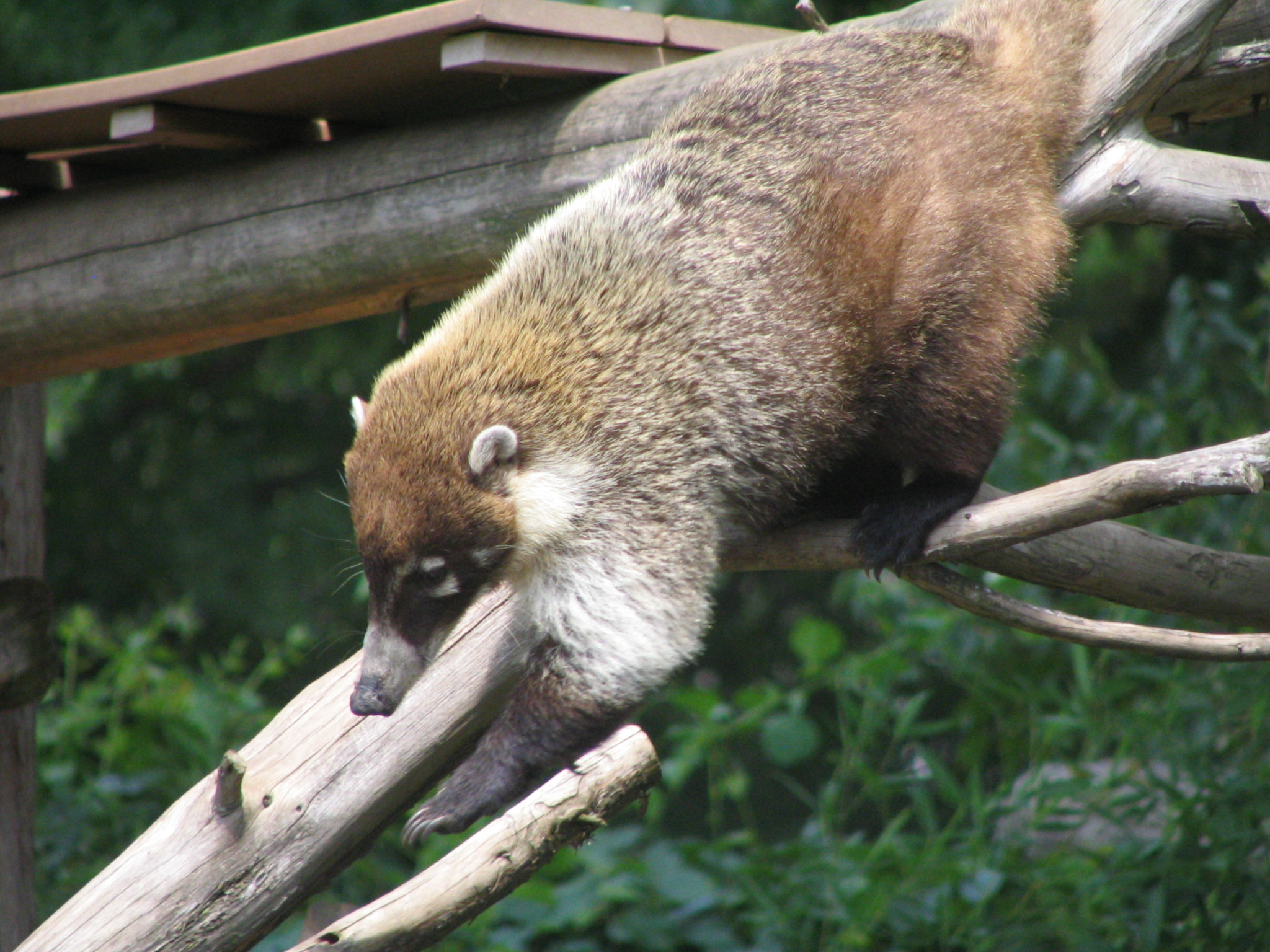
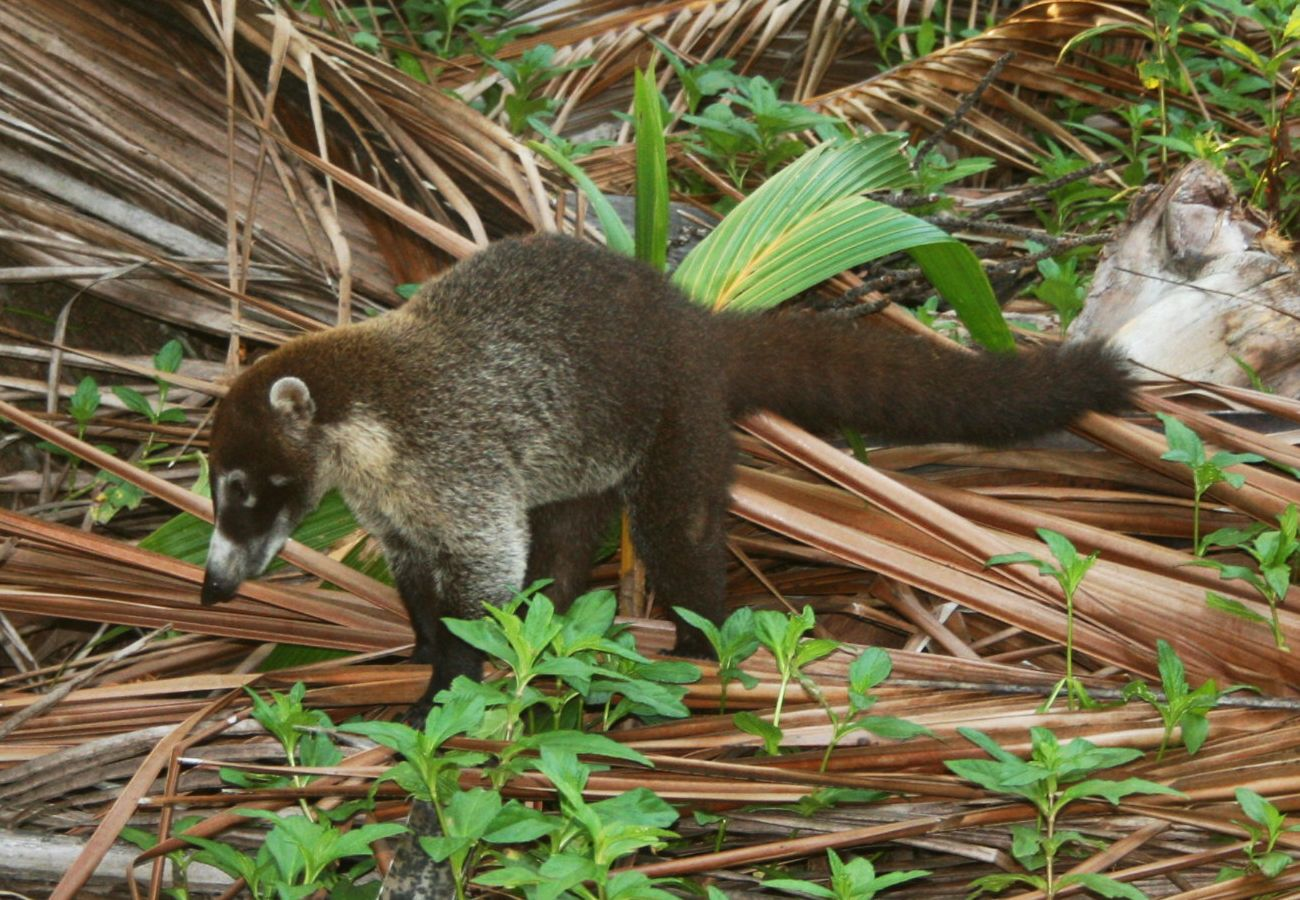
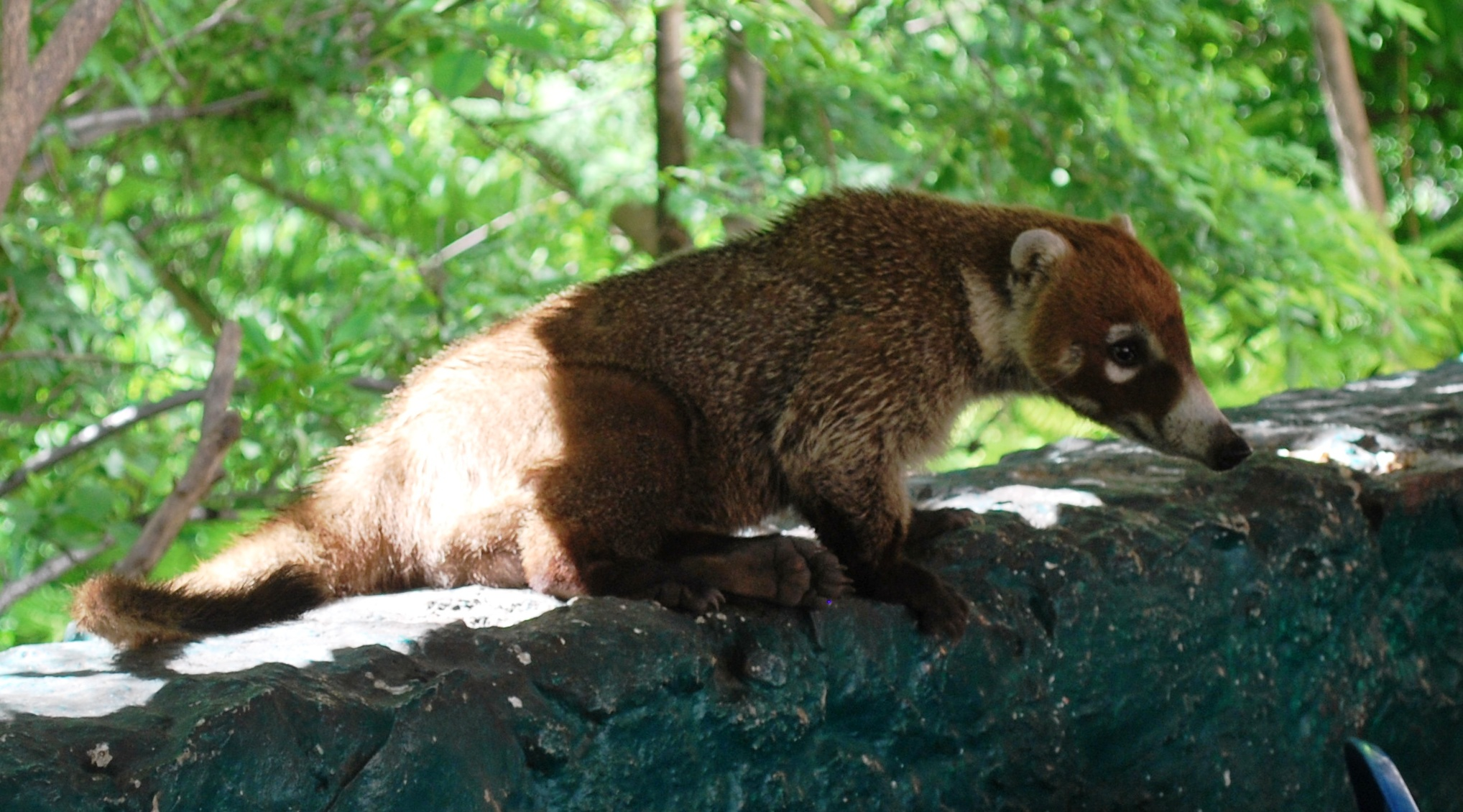